# Darren Bennett
Darren Lee Bennett – angielski tancerz zawodowy.
W parze z żoną Liliją Kopyłową zwyciężył w czterech amatorskich mistrzostwach Wielkiej Brytanii w tańcach latynoamerykańskich, jak również zdobył trzy mistrzostwa Wielkiej Brytanii. Reprezentował Wielką Brytanię na mistrzostwach świata i Europy.
Wielokrotnie występował w programie Strictly Come Dancing. W 2004 roku w parze z aktorką Jill Halfpenny zwyciężył w II edycji programu. W 2006 roku zajął trzecie miejsce w parze z wokalistką Emmą Bunton. 